# Архиепархия Толуки
Архиепархия Толуки (лат. Archidioecesis Tolucensis) — архиепархия Римско-католической церкви с центром в городе Толука-де-Лердо, Мексика. Кафедральным собором архиепархии Толуки является собор Святого Иосифа. 

## История
4 июня 1950 года Римский папа Пий XII издал буллу «Si tam amplo», которой учредил епархию Толуки, выделив её из Архиепархия Мехико.

## Ординарии епархии
- епископ Arturo Vélez Martínez — (8.02.1951—21.09.1979);
- епископ Alfredo Torres Romero — (26.07.1980 — 15.10.1995);
- епископ Франсиско Роблес Ортега — (15.06.1996 — 25.01.2003);
- архиепископ Francisco Javier Chavolla Ramos — (27.12.2003 — 19.03.2022);
- архиепископ Raúl Gómez González — (19.03.2022 — по настоящее время).